# Ministério do Meio Ambiente e Mudança do Clima

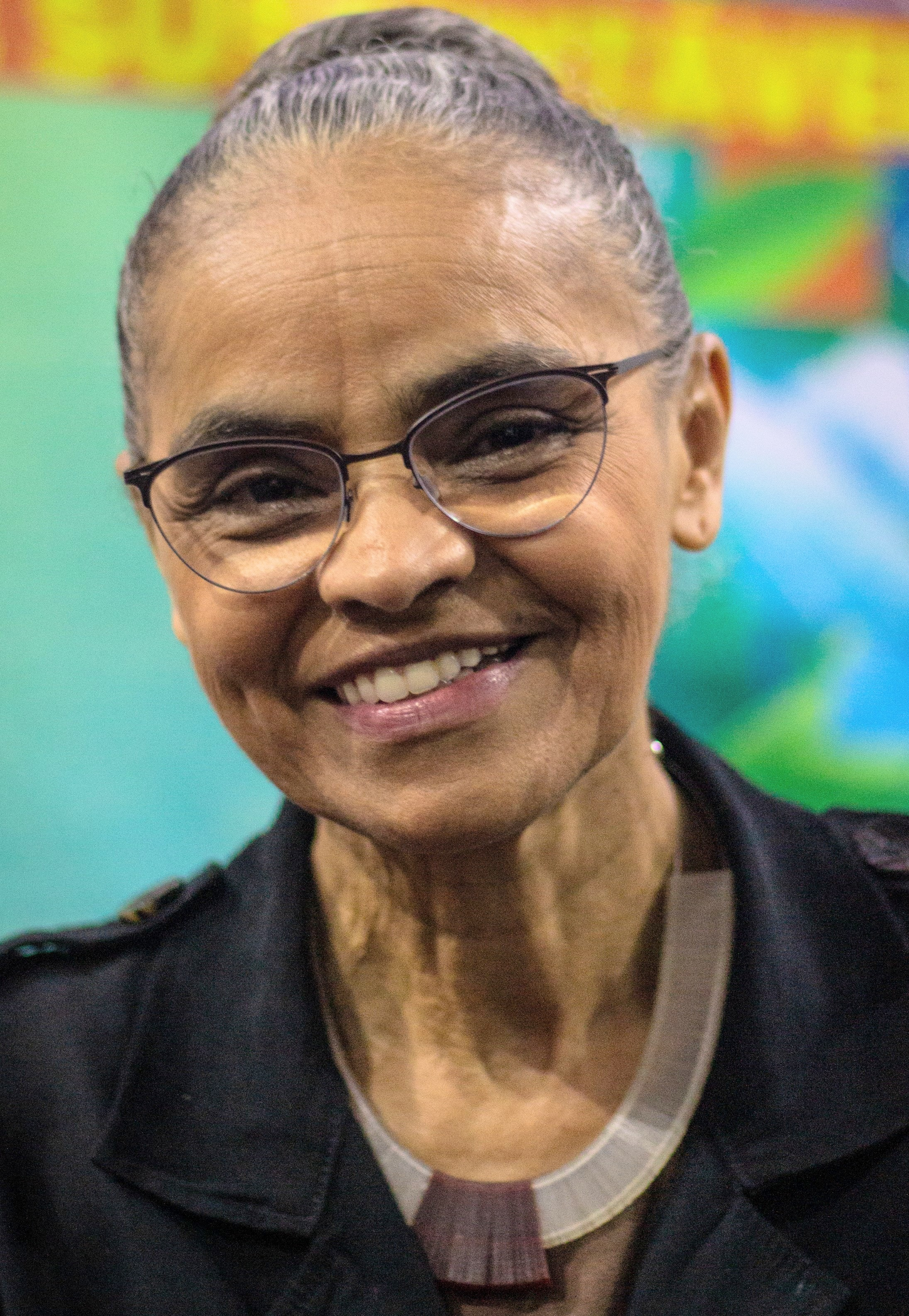
Atual ministra do Meio Ambiente Marina Silva, foto de 2022

O Ministério do Meio Ambiente e Mudança do Clima do Brasil é responsável, resumidamente, pela política nacional do meio ambiente. A atual ministra de estado que chefia esta pasta ministerial é a historiadora, ativista ambiental e gestora pública acriana Marina Silva, ex-senadora e ministra do meio ambiente durante parte dos dois primeiros mandatos do Governo Lula.

## História
Foi criado com a denominação de Ministério do Desenvolvimento Urbano e do Meio Ambiente, em 15 de março de 1985, no governo de José Sarney, através do decreto nº 91.145, tendo tido como primeiro titular, o ministro Flávio Rios Peixoto da Silveira que havia sido anteriormente Secretário estadual de Planejamento do Estado de Goiás entre 1983 e 1985.
Anteriormente as atribuições desta pasta ficavam a cargo da Secretaria Especial de Meio Ambiente (SEMA), do então denominado Ministério do Interior, criada através do decreto nº 73.030, de 30 de outubro de 1973, a qual teve o biólogo e advogado Paulo Nogueira Neto como único secretário entre 1973 e 1985.
Em 1990, no governo Fernando Collor de Mello, o Ministério do Meio Ambiente foi transformado em Secretaria do Meio Ambiente, diretamente vinculada à Presidência da República. Esta situação foi revertida pouco mais de dois anos depois, em 19 de novembro de 1992, no governo Itamar Franco, com a promulgação da lei que reestruturou a organização administrativa do Poder Executivo e deu à pasta ministerial o nome Ministério do Meio Ambiente (MMA), tendo como ministro Fernando Coutinho Jorge, economista e ex-senador paraense.
Em 1993, este órgão público foi transformado em Ministério do Meio Ambiente e da Amazônia Legal e, em 1995, em Ministério do Meio Ambiente, dos Recursos Hídricos e da Amazônia Legal, adotando, posteriormente, o nome de Ministério do Desenvolvimento Urbano e do Meio Ambiente. Em 1999, no governo Fernando Henrique Cardoso, retornou à denominação de Ministério do Meio Ambiente, tendo como ministro Sarney Filho.
Em 29 de Dezembro de 2022, pouco após ter sido anunciada como Ministra de Estado, Marina Silva anuncia que o MMA adotará o novo nome de Ministério do Meio Ambiente e Mudança Climática a partir de 1º de Janeiro de 2023, o que efetivamente ocorreu, com uma pequena variação da nomenclatura anunciada, com a publicação do Decreto presidencial no D.O.U. do citado dia em que já se apresenta o novo nome da pasta ministerial: Ministério do Meio Ambiente e Mudança do Clima.

## Competências administrativas
O Ministério do Meio Ambiente e Mudança do Clima foi criado para realizar o planejamento, coordenação, supervisão e controle das ações relativas ao meio ambiente. Assim, ele possui a atribuição de executar as seguintes políticas públicas que são de sua responsabilidade:
- Política nacional do meio ambiente[7][9][6][12];
- Políticas e programas ambientais para a Amazônia e para os demais biomas brasileiros[12][6];
- Política dos recursos hídricos[6][12];
- Política nacional de segurança hídrica[12];
- Políticas de preservação, conservação e utilização sustentável de ecossistemas, biodiversidade e florestas[12];
- Políticas para a integração da proteção ambiental com a produção econômica[12];
- Estratégias, mecanismos e instrumentos regulatórios e econômicos para a melhoria da qualidade ambiental e o uso sustentável dos recursos naturais[12];
- Política nacional sobre mudanças climáticas[11][12];
- Zoneamento ecológico-econômico e outros instrumentos de ordenamento territorial, incluído o planejamento espacial marinho, em articulação com outros Ministérios competentes[6][12];
- Gestão de florestas públicas para a produção sustentável[12];
- Gestão do Cadastro Ambiental Rural (CAR) em âmbito federal[12];
- Políticas para a integração entre a política ambiental e a política energética[12];
- Políticas de proteção e de recuperação da vegetação nativa[12];
- Qualidade ambiental dos assentamentos humanos, em articulação com o Ministério das Cidades[12];
- Política nacional de educação ambiental, em articulação com o Ministério da Educação[12]; e
- Gestão compartilhada dos recursos pesqueiros, em articulação com o Ministério da Pesca e Aquicultura[12].

## Estrutura organizacional
O Ministério do Meio Ambiente e Mudança do Clima possui sua estrutura organizacional composta pelos seguintes órgãos e unidades:
- Órgãos de assistência direta e imediata: Gabinete do(a) Ministro(a); Secretaria-Executiva[5]; Assessoria Especial de Controle Interno (AECI); e Consultoria Jurídica (CONJUR)[12].
- Órgãos específicos singulares: Secretarias temáticas que formam o segundo escalão do governo federal (estas se subdividem em Departamentos especializados que formam o terceiro escalão)[5].

### Órgãos colegiados
O Ministério do Meio Ambiente e Mudança do Clima já possuiu ou possui os seguintes colegiados administrativos com funções consultivas, deliberativas e normativas sob sua responsabilidade:
- Conselho Nacional do Meio Ambiente (CONAMA)[5][6];
- Conselho Nacional de Recursos Hídricos (CNRH)[6];
- Conselho de Gestão do Patrimônio Genético (CGen)[12];
- Conselho Nacional da Amazônia Legal (CONAMAZ)[9][6];
- Conselho Nacional da Borracha (CNB)[9];
- Comissão Nacional de Combate à Desertificação (CNCD)[12];
- Comitê Gestor do Fundo Nacional sobre Mudança do Clima[12];
- Conselho Deliberativo do Fundo Nacional do Meio Ambiente[9].

### Entidades vinculadas
O Ministério do Meio Ambiente e Mudança do Clima já possuiu ou possui as seguintes entidades da Administração Pública indireta (autarquias, fundações, agências reguladoras) sob sua responsabilidade:
- Instituto Brasileiro do Meio Ambiente e dos Recursos Naturais Renováveis (IBAMA)[6];
- Instituto Chico Mendes de Conservação da Biodiversidade (ICMBio)[6];
- Agência Nacional de Águas (ANA);
- Instituto de Pesquisas Jardim Botânico do Rio de Janeiro (JBRJ)[12].